# Your Love Is My Drug
»Your Love Is My Drug« je electropop pesem ameriške pevke in tekstopiske Keshe z njenega glasbenega albuma Animal. Pesem je v Združenih državah Amerike, Združenem kraljestvu, Kanadi in Novi Zelandiji izšla še pred izidom albuma Animal, uradno pa je v Združenih državah Amerike na tržišču od 8. aprila 2010 dalje.
V intervjuju s spletno stranjo Digital Spy iz Velike Britanije je Kesha povedala, da sta bili pesmi »Your Love Is My Drug« in »Take It Off« obe kandidatki za tretji singl njenega albuma.

## Ozadje
Pesem je napisala Kesha, njena mama Pebe Sebert in Joshua Coleman. Govori o Keshini prejšnji romanci, ki jo primerja z drogami. Pesem je bila predstavljena tudi kot soundtrack za film Lovec na glave.

## Kritike
Ben Norman, kritik za About.com, je pesem »Your Love Is My Drug« označil za »divjo pop-dance skladbo, ki je v vsakem pogledu boljša od pesmi 'Tik Tok'.«

## Uspešnost
Pesem »Your Love Is My Drug« se je uvrstila na sedemindvajseto mesto na lestvici Billboard Hot 100 v tretjem tednu leta 2010. V istem tednu se je na oseminštirideseto mesto uvrstila na lestvici Canadian Hot 100, kljub temu, da singl tam uradno še ni izšel. Pesem je šest tednov preživela na ameriški in šest na kanadski lestvici. V šestem tednu leta 2010 se je pesem povzpela tudi na triinšestdeseto mesto lestvice UK Singles Chart, vendar se naslednjega tedna na lestvici ni več pojavila.
Pesem se je na lestvico Billboard Hot 100 ponovno uvrstila na enaindevetdeseto mesto v tednu 3. aprila 2010. Od takrat se je uvrstila na dvaintrideseto mesto. Kljub temu, da na Novi Zelandiji uradno ni izšel ne videospot ne pesem sama, se je singl »Your Love Is My Drug« tam uvrstil na devetindvajseto mesto od štiridesetih in od 5. aprila 2010 prišel že na štiriindvajseto mesto. Trenutno je to tudi najvišje mesto, kar jih je pesem dosegla po vsem svetu.

## Videospot
Videospot za pesem »Your Love Is My Drug« je režiral Honey. Snemali so ga med 6. in 7. aprilom 2010 v puščavi v Lancasteru, Kalifornija.

## Dosežki
| Lestvica (2010)                                                      | Dosežek |
| -------------------------------------------------------------------- | ------- |
| Canadian Hot 100 (Kanada)                                            | 32      |
| New Zealand Singles Chart (Nova Zelandija)                           | 24      |
| UK Singles Chart (Združeno kraljestvo)                               | 63      |
| US Billboard Hot 100 (Združene države Amerike)                       | 27      |
| US Billboard Mainstream Top 40 (Pop Songs) (Združene države Amerike) | 26      |

## Izid na radiju
| Država                  | Datum          | Založba |
| ----------------------- | -------------- | ------- |
| Združene države Amerike | 20. april 2010 | RCA     |